# Nassaria wanneri
Nassaria wanneri is een slakkensoort uit de familie van de Buccinidae. De wetenschappelijke naam van de soort is voor het eerst geldig gepubliceerd in 1915 door Tesch in Wanner.